# Single numer jeden w roku 2023 (Węgry)
2023 – dwudziesty piąty rok, w którym było prowadzone zestawienie najlepiej sprzedających się singli na Węgrzech.

## Historia notowania
| Data publikacji | Utwór                             | Wykonawca                              | Źródło |
| --------------- | --------------------------------- | -------------------------------------- | ------ |
| 30 grudnia      | „I’m Good (Blue)”                 | David Guetta & Bebe Rexha              | [ 2 ]  |
| 6 stycznia      | „Lift Me Up”                      | Rihanna                                | [ 3 ]  |
| 13 stycznia     | „Flowers”                         | Miley Cyrus                            | [ 4 ]  |
| 20 stycznia     | „Flowers”                         | Miley Cyrus                            | [ 5 ]  |
| 27 stycznia     | „Flowers”                         | Miley Cyrus                            | [ 6 ]  |
| 3 lutego        | „Flowers”                         | Miley Cyrus                            | [ 7 ]  |
| 10 lutego       | „Flowers”                         | Miley Cyrus                            | [ 8 ]  |
| 17 lutego       | „Flowers”                         | Miley Cyrus                            | [ 9 ]  |
| 24 lutego       | „Flowers”                         | Miley Cyrus                            | [ 10 ] |
| 3 marca         | „Flowers”                         | Miley Cyrus                            | [ 11 ] |
| 10 marca        | „Flowers”                         | Miley Cyrus                            | [ 12 ] |
| 17 marca        | „Flowers”                         | Miley Cyrus                            | [ 13 ] |
| 24 marca        | „Flowers”                         | Miley Cyrus                            | [ 14 ] |
| 31 marca        | „Szélcsend”                       | Follow the Flow                        | [ 15 ] |
| 7 kwietnia      | „Flowers”                         | Miley Cyrus                            | [ 16 ] |
| 14 kwietnia     | „Flowers”                         | Miley Cyrus                            | [ 17 ] |
| 21 kwietnia     | „Flowers”                         | Miley Cyrus                            | [ 18 ] |
| 28 kwietnia     | „Flowers”                         | Miley Cyrus                            | [ 19 ] |
| 5 maja          | „Flowers”                         | Miley Cyrus                            | [ 20 ] |
| 12 maja         | „Flowers”                         | Miley Cyrus                            | [ 21 ] |
| 19 maja         | „Flowers”                         | Miley Cyrus                            | [ 22 ] |
| 26 maja         | „Flowers”                         | Miley Cyrus                            | [ 23 ] |
| 2 czerwca       | „Flowers”                         | Miley Cyrus                            | [ 24 ] |
| 9 czerwca       | „Flowers”                         | Miley Cyrus                            | [ 25 ] |
| 16 czerwca      | „Flowers”                         | Miley Cyrus                            | [ 26 ] |
| 23 czerwca      | „Flowers”                         | Miley Cyrus                            | [ 27 ] |
| 30 czerwca      | „3korty”                          | Azahriah                               | [ 28 ] |
| 7 lipca         | „3korty”                          | Azahriah                               | [ 29 ] |
| 14 lipca        | „3korty”                          | Azahriah                               | [ 30 ] |
| 21 lipca        | „Rollin’”                         | Desh, Young Fly, KKevin                | [ 31 ] |
| 28 lipca        | „Rampapapam”                      | Desh, Azahriah, Young Fly, Lord Panamo | [ 32 ] |
| 4 sierpnia      | „Rampapapam”                      | Desh, Azahriah, Young Fly, Lord Panamo | [ 33 ] |
| 11 sierpnia     | „Rampapapam”                      | Desh, Azahriah, Young Fly, Lord Panamo | [ 34 ] |
| 18 sierpnia     | „Rampapapam”                      | Desh, Azahriah, Young Fly, Lord Panamo | [ 35 ] |
| 25 sierpnia     | „Ceremónia”                       | Azahriah x Desh                        | [ 36 ] |
| 1 września      | „Ceremónia”                       | Azahriah x Desh                        | [ 37 ] |
| 8 września      | „Rampapapam”                      | Desh, Azahriah, Young Fly, Lord Panamo | [ 38 ] |
| 15 września     | „Rampapapam”                      | Desh, Azahriah, Young Fly, Lord Panamo | [ 39 ] |
| 22 września     | „Rampapapam”                      | Desh, Azahriah, Young Fly, Lord Panamo | [ 40 ] |
| 29 września     | „Valencia”                        | Tomi x Valmar                          | [ 41 ] |
| 6 października  | „Valencia”                        | Tomi x Valmar                          | [ 42 ] |
| 13 października | „Rampapapam”                      | Desh, Azahriah, Young Fly, Lord Panamo | [ 43 ] |
| 20 października | „Rampapapam”                      | Desh, Azahriah, Young Fly, Lord Panamo | [ 44 ] |
| 27 października | „Rampapapam”                      | Desh, Azahriah, Young Fly, Lord Panamo | [ 45 ] |
| 3 listopada     | „Rampapapam”                      | Desh, Azahriah, Young Fly, Lord Panamo | [ 46 ] |
| 10 listopada    | „Rampapapam”                      | Desh, Azahriah, Young Fly, Lord Panamo | [ 47 ] |
| 17 listopada    | „Osztriga”                        | Desh                                   | [ 48 ] |
| 24 listopada    | „Osztriga”                        | Desh                                   | [ 49 ] |
| 1 grudnia       | „All I Want for Christmas Is You” | Mariah Carey                           | [ 50 ] |
| 8 grudnia       | „All I Want for Christmas Is You” | Mariah Carey                           | [ 51 ] |
| 15 grudnia      | „All I Want for Christmas Is You” | Mariah Carey                           | [ 52 ] |
| 22 grudnia      | „All I Want for Christmas Is You” | Mariah Carey                           | [ 53 ] |